# Cristóbal Pera Blanco-Morales
Cristóbal Pera Blanco-Morales (Badajoz, 1927) es catedrático de Cirugía, profesor emérito de la Universidad de Barcelona, además de escritor y pensador siguiendo la tradición de otros médicos humanistas.

## Carrera profesional
Fue investigador de la Facultad de Medicina de la Universidad de Barcelona, miembro de honor del Royal College of Surgeons of England y de la Association of Surgeons of Great Britain and Ireland, presidente de la Societat Catalana de Cirurgía y del Comité Consultivo para la Formación de los Médicos de la Unión Europea. Ingresó en la Orden Civil de Sanidad con la categoría de Encomienda con placa y fue elegido Premi Pere Virgili para el año 2012 por la Societat Catalana de Cirurgía. Además de sus numerosas publicaciones científicas y para la formación pre-graduada en cirugía, tras su jubilación, continuó su reflexión sobre “pensar desde el cuerpo” en numerosos ensayos.

## Biografía
Cristóbal Pera Blanco-Morales nació en 1927 en Villagarcía de la Torre, un pequeño pueblo en la provincia de Badajoz, hijo de Manuel Pera Jiménez, médico del pueblo, licenciado en la Universidad de Sevilla, y de Inocencia Blanco-Morales Mota. En 1932, a los cinco años, la familia se trasladó a vivir a Sevilla, donde su padre ejerció como médico de cabecera.
Estudió medicina en la Universidad de Sevilla, en la que se graduó en 1950 con el Premio Extraordinario de Licenciatura. En 1951 inició su formación postgraduada en Santander, en el Instituto Médico de Postgraduados de la Casa de Salud Valdecilla, donde ganó por oposición una plaza de Médico Interno en el Servicio del Aparato Digestivo que dirigía el Dr. Abilio García Barón. Tras finalizar su formación como especialista en Cirugía general y digestiva, en 1954 obtuvo el grado de doctor en la Universidad de Sevilla con la tesis doctoral titulada “El problema patogénico de las Pancreatitis Agudas. Lesiones producidas por la etionina”. En 1955 el Ministerio de Educación le concedió el título de Especialista en Cirugía General. 
El 2 de julio de 1955 contrajo  matrimonio en Sevilla con Mercedes Román Garvey, y ese mismo mes, becado por la Fundación Marquesa de Pelayo, inició un viaje de ampliación de estudios como Visiting Doctor a dos centros quirúrgicos de gran prestigio en Estados Unidos. Su primera estancia se desarrolló en la Lahey´s Clinic, en Boston, en el servicio de cirugía dirigido por el cirujano Frank H. Cattel, y la segunda en la Mayo Clinic de Rochester, Minnesotta, con el Dr. Judd, en el St. Mary´s Hospital y en el Methodist Hospital. En diciembre de 1955 regresó a la Facultad de Medicina de la Universidad de Sevilla.
De 1956 a 1966 fue profesor adjunto de Patología y Clínica Quirúrgica de la Facultad de Medicina de la Universidad de Sevilla, primero adscrito a la Cátedra del Prof. Francisco Gomar Guarner, y posteriormente a la Cátedra del Prof. Sebastián García Díaz. En 1960 fue becario del British Council en el Servicio del profesor Holmes Sellors, en el Midlessex Hospital de Londres.

En 1967 fue nombrado Catedrático numerario de la 3ª Cátedra de Patología y Clínica Quirúrgicas de la Universidad de Barcelona, tras oposiciones celebradas y resueltas el 13 de diciembre de 1966. En el discurso de aceptación del Premio Virgili en 2012, concedido por la Societat Catalana de Cirurgia declaró: 
“El objetivo fundamental de mi vida, el blanco elegido para la flecha que he tensado en mi arco ha sido, desde muy temprano, la práctica y la teoría de la cirugía en el seno de la universidad, con la pretensión de alcanzar y ejercer en ella, como profesor, el máximo nivel académico.”
En el año 1971, al poco de su incorporación al Hospital Clínico de Barcelona, fue elegido decano de la Facultad de Medicina, con el profesor Ciril Rozman como vicedecano. Desde su incorporación a la Facultad ambos acordaron que el obsoleto modelo universitario de las cátedras exigía una reforma basada en departamentos globales y servicios en donde se asentaran las especialidades médicas y quirúrgicas. Esta opinión también era compartida por el profesor Joan Rodés y por el hoy profesor emérito Miguel Ángel Asenjo. El “Anteproyecto de la Reforma”, analizado y discutido por los miembros de la Junta de Clínicas y moderado por su presidente, el profesor Pera Blanco-Morales, fue finalmente aprobado el 21 de marzo de 1972. Tras la anulación por el Ministerio de los planes para construir la nueva Facultad y Hospital Clínico, el Dr. Pera Blanco-Morales y el vicedecano, el Dr. Rozman, acordaron dimitir de sus cargos.
El profesor Pera Blanco-Morales dedicó gran parte de su labor universitaria a la publicación de innumerables artículos científicos y entre otras publicaciones dedicadas a la docencia pregraduada se encuentra el libro de texto en dos volúmenes Cirugía. Fundamentos, indicaciones y opciones técnicas, adoptado por numerosas facultades de medicina.
Durante los años en los que el profesor Pera cumplió sus funciones asistenciales, docentes e investigadoras en la Facultad de Medicina de la Universidad de Barcelona, tanto él como sus colaboradores desarrollaron una intensa y estrecha colaboración con prestigiosos cirujanos británicos, llegando a ser miembro del comité editorial del British Journal of Surgery. De 1985 a 1995 fue presidente de la Comisión Nacional de Cirugía General. De 1990 a 1993 fue miembro del Comité Consultivo para la formación de los Médicos de la Comunidad Europea en Bruselas como representante de la Universidad española, y en 1993 fue nombrado presidente de dicho comité, cargo que ocupó hasta 1997. 
En septiembre de 1998 se jubiló al cumplir los 70 años y  fue nombrado profesor emérito de la Facultad de Medicina de la Universidad de Barcelona. A partir de entonces comenzó una labor como ensayista que se despliega en cinco libros donde ciencia y vocación didáctica se unen en una aproximación humanística a la cirugía en El cuerpo herido. Un diccionario filosófico de la cirugía (2003) y la exploración en posteriores ensayos de “el cuerpo bajo la mirada médica” y el concepto de “pensar desde el cuerpo”. 

En su prólogo a El cuerpo herido Emilio Lledó escribió: 
“En las palabras quirúrgicas que Cristóbal Pera tan magistralmente define, describe, analiza y valora, nos adentramos por un territorio nuevo, por una cálida geografía donde se enraíza todo conocimiento y todo saber. Por eso, la lectura de tan luminoso libro es una continua incitación al pensamiento—por algo brota del originario saber de las manos—, a la reflexión sobre la vida y la muerte, sobre el dolor y la felicidad, sobre la angustia y la esperanza.”
El cuerpo herido aparece mencionado en las novelas La enfermedad, de Alberto Barrera Tyska, y en Historia de una mujer que caminó por la vida con zapatos de diseñador, de la autora mexicana Margo Glantz. Así mismo, artistas de otras disciplinas como la coreógrafa Elena Córdoba, se inspiraron en el texto para creaciones como su performance coreográfica “El amor y la herida”.

## Cargos y reconocimientos
- Presidente de la Societat Catalana de Cirurgía
- Presidente de la Comisión Nacional de la Especialidad de Cirugía General y del Aparato Digestivo
- Presidente del Comité Consultivo para la Formación de los Médicos de la Unión Europea
- Honorary Fellow en el Royal College of Surgeons of England, 1987
- Honorary Fellow de la Association of Surgeons of Great Britain and Ireland, 1994
- Orden Civil de Sanidad, con la categoría de Encomienda con Placa, 2002
- Premi Pere Virgili de la Societat Catalana de Cirurgía en 2012[3]

## Publicaciones científicas y para la docencia de la cirugía
- Fundamentos biológicos de la Cirugía. Barcelona, Editorial Salvat, 1971. ISBN: 84-345-1107-X
- Avances en Cirugía. Barcelona Editorial Salvat, 1972, 1978, 1979
- Cirugía. Fundamentos, indicaciones y opciones técnicas. Tomos I y II. Barcelona, Editorial Salvat., 1983. ISBN: 84-345-2279-9
- Cirugía. Fundamentos, indicaciones y opciones técnicas. Tomos I y II, 2ª edición. MASSON, S.A.  Barcelona 1996. ISBN: 84-458-0065-5
- Autor de numerosas publicaciones en revistas científicas nacionales e internacionales, fue fundador y director de la Revista Quirúrgica Española de 1974 a 1988.
- Un blog con ensayos mínimos sobre la salud, del Dr. Cristóbal Pera. Revista Panacea. Vol. XI. , nº32, 2º semestre, 2010.[8]

## Publicaciones sobre Humanidades
- El cuerpo herido. Un diccionario filosófico de la cirugía. Prólogo de Emilio Lledó. Barcelona, Acantilado, 2003. ISBN: 84-95359-20-0
- Pensar desde el cuerpo. Ensayo sobre la corporeidad humana. Prólogo de Carme Riera. Madrid, Editorial Triacastela, 2006. ISBN: 84-95840-24-3
- El cuerpo silencioso. Ensayos mínimos sobre la salud. Prólogo de Emilio Lledó. Madrid, Editorial Triacastela, 2008. ISBN: 978-84-95840-39-4
- El cuerpo asediado. Meditaciones sobre la cultura de la salud. Prólogo de Xavier Trías. Madrid, Editorial Triacastela, 2012. ISBN: 978-84-95840-69-1
- Desde el cuerpo. Ensayos sobre el cuerpo humano, la salud y la mirada médica. México D.F., Ediciones Cal y Arena, 2012. ISBN: 978-607-7638-68-1
- La persona culta. Anatomía de una especie en peligro de extinción. Prólogo de Enrique Krauze. México D.F., Ediciones Cal y Arena, 2014. ISBN: 978-607-9357-08-5
- Poemas a destiempo, Bilbao, Alt Autores, 2019.